# Qazaqstan Kubogy 2009
La Qazaqstan Kubogy 2009 è stata la 18ª edizione della Coppa del Kazakistan. Il torneo è iniziato il 25 aprile 2009 e si è concluso il 15 novembre successivo.

## Primo turno
| Squadra 1         | Risultato       | Squadra 2        |
| ----------------- | --------------- | ---------------- |
| 25 aprile 2009    |                 |                  |
| Shahter Qaraǵandy | 3 - 1           | Ekibastuzes      |
| Aqtóbe-Jas        | 0 - 3           | Qaisar           |
| Aqjaıyq           | 2 - 3           | Atyrau           |
| Twrkistan         | 0 - 4           | Taraz            |
| Gefest            | 0 - 2           | Lokomotıv Astana |
| Bolat             | 0 - 5           | Qazaqmıs         |
| Kaspıı            | 1 - 5           | Aqtöbe           |
| Sunqar            | 0 - 1           | Tobyl            |
| Ile-Säulet        | 0 - 2           | Vostok Óskemen   |
| Spartak Semeı     | 1 - 4           | Ertis            |
| Aýjarıq           | 1 - 2           | Jetisý           |
| OSSHIOSD          | 1 - 2           | Ordabasy         |
| Namıs             | 0 - 0 (4-5 dtr) | Oqjetpes         |

## Secondo turno
| Squadra 1                  | Totale      | Squadra 2        | Andata | Ritorno |
| -------------------------- | ----------- | ---------------- | ------ | ------- |
| 20 maggio / 23 giugno 2009 |             |                  |        |         |
| Vostok Óskemen             | 4 - 2       | Qyzyljar         | 0 - 1  | 4 - 1   |
| Ertis                      | 3 - 1       | Ordabasy         | 3 - 0  | 0 - 1   |
| Shahter Qaraǵandy          | 9 - 2       | Ordabasy         | 4 - 1  | 5 - 1   |
| Aqtöbe                     | 2 - 2 (gfc) | Lokomotıv Astana | 1 - 0  | 1 - 2   |
| Qazaqmıs                   | 1 - 5       | Qaisar           | 1 - 3  | 0 - 2   |
| Taraz                      | 3 - 3 (gfc) | Tobyl            | 1 - 1  | 2 - 2   |

## Quarti di finale
| Squadra 1                  | Totale | Squadra 2         | Andata | Ritorno |
| -------------------------- | ------ | ----------------- | ------ | ------- |
| 27 agosto / 3 ottobre 2009 |        |                   |        |         |
| Taraz                      | 0 - 2  | Jetisý            | 0 - 1  | 0 - 1   |
| Qaisar                     | 0 - 5  | Atyrau            | 0 - 1  | 0 - 4   |
| Aqtöbe                     | 6 - 1  | Vostok Óskemen    | 2 - 1  | 4 - 0   |
| Ertis                      | 1 - 4  | Shahter Qaraǵandy | 1 - 1  | 0 - 3   |

## Semifinali
| Squadra 1                     | Totale | Squadra 2         | Andata | Ritorno     |
| ----------------------------- | ------ | ----------------- | ------ | ----------- |
| 7 novembre / 11 novembre 2009 |        |                   |        |             |
| Jetisý                        | 1 - 4  | Atyrau            | 0 - 2  | 1 - 2       |
| Aqtöbe                        | 1 - 2  | Shahter Qaraǵandy | 1 - 0  | 0 - 2 (dts) |

## Finale
| Arbitro: | Raxïmbayev (Almaty) |

|           |           |  |
| Zubko 34’ | Marcatori |  |